# 벤델 시대
벤델 시대(스웨덴어: Vendeltiden)란 스웨덴 역사에서 게르만족의 대이동 시대와 바이킹 시대 사이의 기간을 말한다.

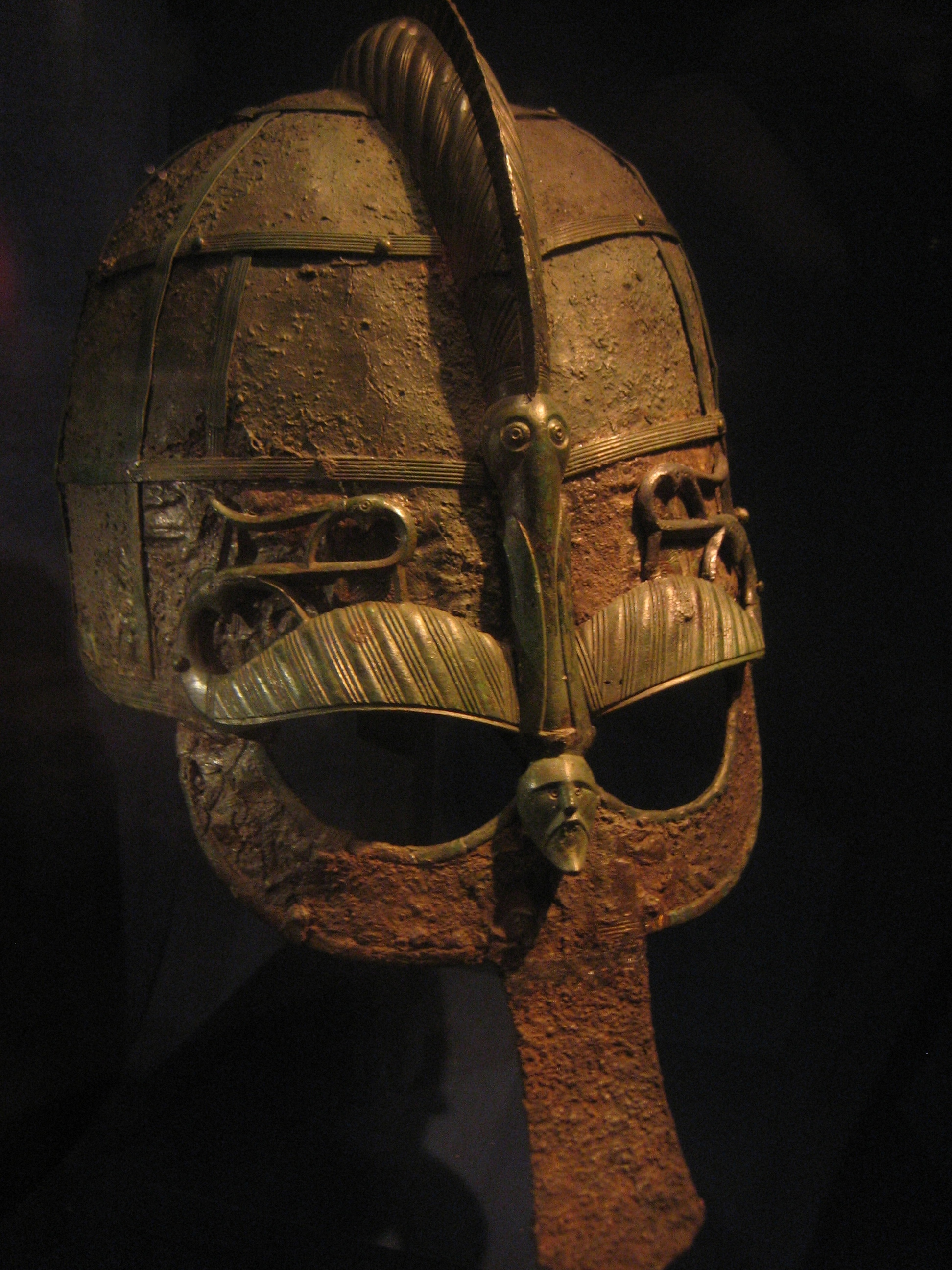
7세기 벤델 시대의 배무덤에서 출토된 투구.

이 시기 유럽 본토의 권력구도는 서쪽의 프랑크인 메로빙거 왕조와 동쪽의 슬라브족 제공국들로 크게 나뉘었다. 제3세력인 가톨릭 교회는 영향력 확대를 막 시작하는 참이었다. 한편, 스칸디나비아반도에서는 게르만 씨족사회가 아직 잔존하고 있었다. 오늘날의 스웨덴 중동부인 우플란드에서는 감라웁살라가 정치적, 종교적 중심지로 흥하였다. 스칸디나비아는 유럽 본토로 철, 모피, 노예 등을 수출하고 등자 등의 발명품을 수입하며 교역했다.
또 벤델 시대에 스웨덴인들은 수로를 통해 오늘날의 러시아 지역을 탐사하기도 했다.

## 같이 보기
- 선상열석